# Train de Montpellier à Palavas
Le train de Montpellier à Palavas était une des six lignes de la Compagnie des chemins de fer d'intérêt local du département de l'Hérault [réf. souhaitée]. Il circula dans l'Hérault, entre Montpellier et la station balnéaire de Palavas-les-Flots, du 6 mai 1872 au 31 octobre 1968.
Localement, il est souvent appelé « le Petit Train de Palavas » et a été rendu célèbre grâce aux caricatures d'Albert Dubout.

## Histoire
Depuis le milieu du XIXe siècle, la mode des bains de mer fait du petit village de pêcheurs de Palavas une destination prisée des Montpelliérains. Or, jusqu'en 1872, l'accès à Palavas depuis Montpellier est possible uniquement par une route de terre, boueuse et inondable par temps de pluie, sans ombre en été (les premiers platanes sont plantés en 1875).
Dès 1856, l'ingénieur Baillard propose un projet de ligne empruntant uniquement la rive droite du Lez, peu peuplée, mais à Palavas, la ligne se terminait sur les terres de Frédéric Fabrège. Dans les années 1860, le conseil général de l'Hérault décide de densifier le réseau ferré départemental. En 1865, la direction de la Compagnie des chemins de fer d'intérêt local du département de l'Hérault[réf. souhaitée] propose un projet de cinq lignes, dont une reliant Montpellier au golfe du Lion. En 1868, le projet retenu fait passer la ligne plus à l'est, et en grande partie sur la rive gauche du Lez. Plus longue d'un kilomètre environ, ce parcours permet de desservir le village de Lattes et la partie la plus peuplée (et populaire) de Palavas.
Les opposants au projet échouèrent. Ils opposaient le coût de la construction (dont celui du viaduc de la gare de l'Esplanade) pour un nombre de passagers à venir qu'ils estimèrent ridicule. Les concessionnaires des deux ponts à péage de Palavas et l'adjudicataire vivant de la circulation des bateaux sur le Lez craignaient évidemment cette concurrence.
Deux décrets impériaux confirment l'autorisation de construire ce réseau : celui de déclaration d'utilité publique du 14 août 1867 et celui confirmant l'octroi d'une subvention du 4 août 1869. Le chantier de la ligne de Palavas s'étale de juin 1869 à mai 1872.

### L'exploitation
La ligne est à voie unique sur son parcours de 11,572 kilomètres, avec des voies de garage à plusieurs emplacements pour permettre notamment la circulation de trains de marchandises. La distance est effectuée normalement en une demi-heure, arrêts compris.
Dès après son inauguration par les officiels le dimanche 5 mai 1872, elle connaît un succès immédiat : de début mai à fin juillet 1872, elle transporte 130 844 passagers. Le maximum a été 2 millions de voyageurs par an. Malgré ce succès, les projets de 1913 et de 1945 d'extension vers la station melgorienne de Carnon ne furent jamais réalisés.
Quatre classes de tarifs ont existé : la classe « A » équivalente à la première classe, la classe « B » équivalente à la deuxième classe, la classe « C » était une voiture du matin et du soir où les chasseurs étaient autorisés à embarquer avec leurs chiens, enfin, la classe « D » était affecté au transport des bagages et désignait les fourgons.

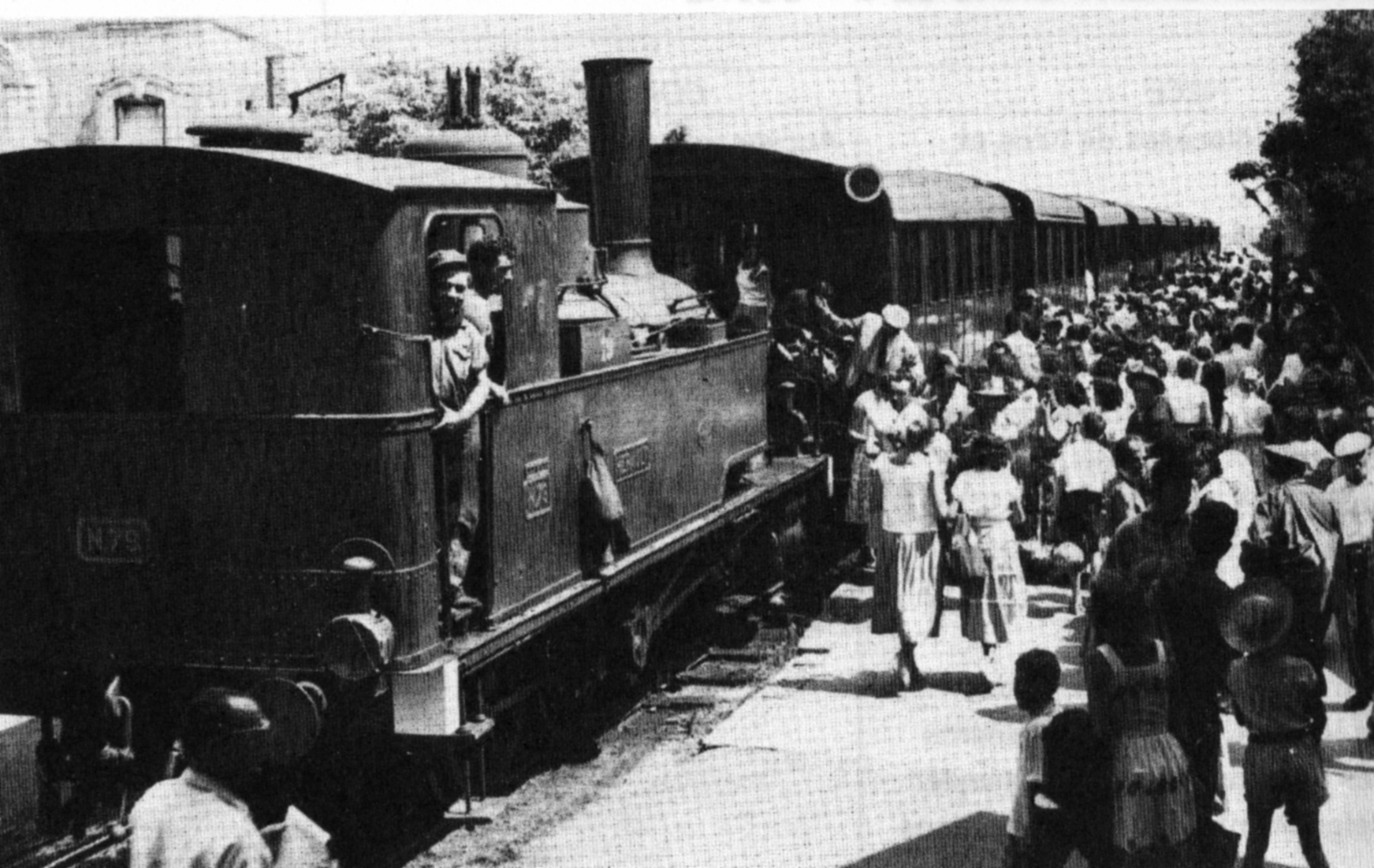
Voyageurs en gare de l'Esplanade en 1956

Anecdote amusante, dans les années soixante les tickets portaient la mention Montpellier Splanade- Palavas. La confusion vient de la prononciation locale, comme dans une statue que les locaux prononcent une estatue, d'où croyant bien faire splanade à la place de esplanade !
La ligne connut plusieurs accidents qui tuèrent une vingtaine de personnes (suicides, chutes et finalement croisement du train avec une moto). La gare de l'Esplanade fut percutée trois fois par les voitures du train qui étaient poussées au retour depuis Racanié ; un journaliste s'amusant d'un de ces incidents qui ne fit pas de victime a écrit que le chef de gare aurait dû se méfier de voir le train arriver, pour une fois prétend-il, en avance.

### La fin
Mais, à partir des années 1950, la ligne de Palavas, comme les quatre autres de la Compagnie d'intérêt local[réf. souhaitée], est concurrencée par l'automobile : la route de Palavas à Montpellier est refaite avec un pont permettant de passer le canal du Rhône à Sète. Néanmoins, elle est la dernière des lignes de la compagnie héraultaise à être fermée sur un vote du conseil général de l'Hérault. « Le petit train » effectue son dernier voyage le 31 octobre 1968.
Un reportage est réalisé, le 30 septembre 1968, sur l'arrêt du fonctionnement de la ligne. L'unanimité des personnes interviewées exprime leurs mécontentements face à cette situation. Un employé SNCF relate les problèmes et les conséquences que cette fermeture de ligne va avoir sur le personnel où la direction lui a proposé un plan de reclassement avec réduction de salaire à 50 %.
D'après l'historien ferroviaire Paul Génelot, le train de Palavas a transporté environ 60 millions de voyageurs en 96 années d'exploitation.

## Matériel

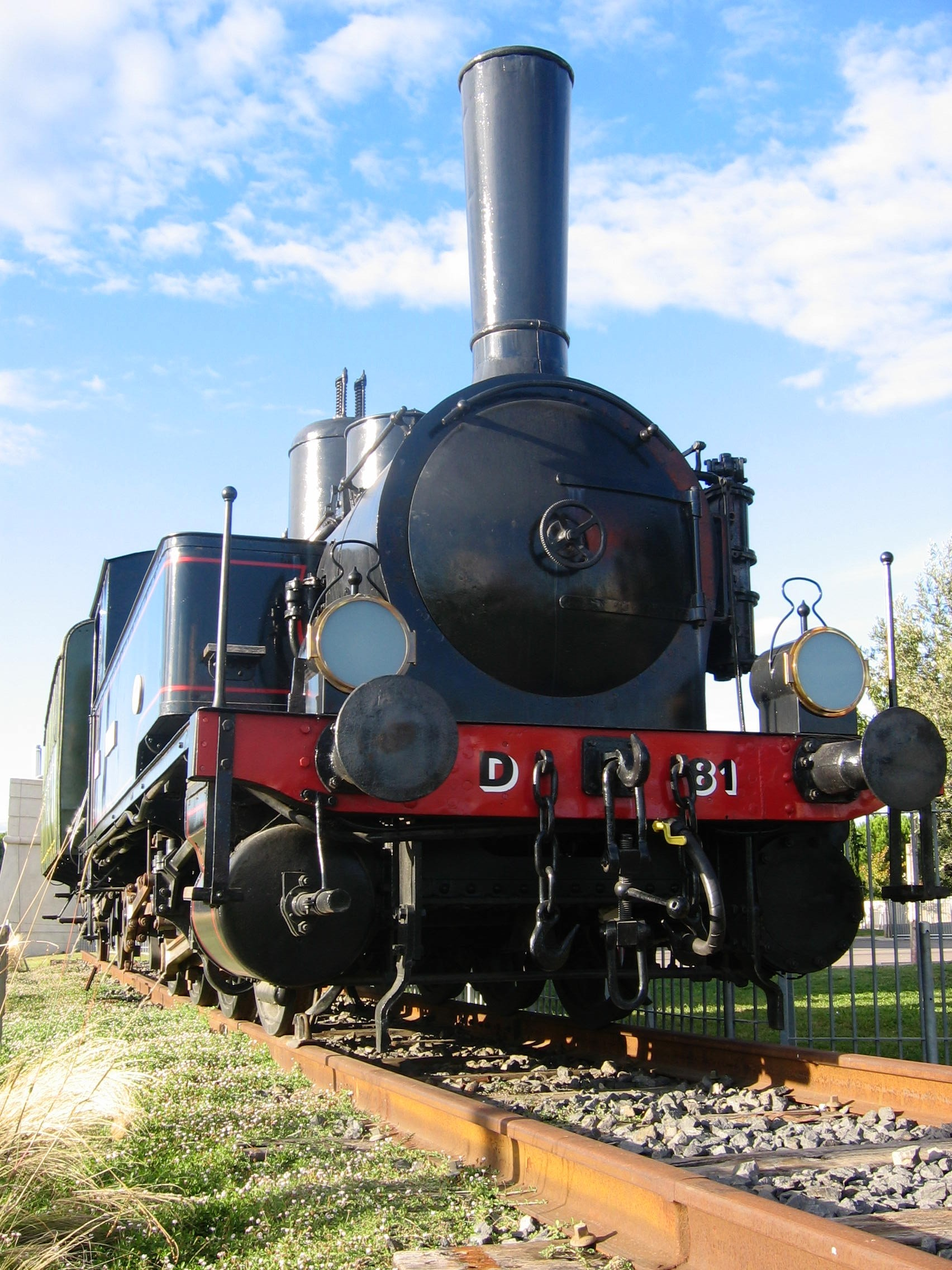
La locomotive n° 81 devenue monument historique

Les locomotives furent parfois équipées à l'avant d'une main courante pour permettre au mécanicien de monter sur le tablier avant pour effectuer des opérations d'entretien.
Le record de distance tenu par une des locomotives à vapeur de la ligne est tenu par la no 63 (en service de 1896 à 1956) avec 1 677 003 km.
Quinze voitures sont préservées, dont treize circulent en exploitation touristiques. Elles sont équipées de plates-formes extrêmes, comme c'était souvent le cas pour les voitures de chemins de fer secondaires. Très légères, elles atteignent 8 tonnes pour les exemplaires à toits plats et 9,3 tonnes pour les exemplaires à toits ronds. Les voitures de 2e classe offrent 55 places assises. Si le gabarit de ces voitures est inférieur aux voitures modernes, il est par contre plus large de 20 cm de chaque côté (ce qui peut poser des problèmes entre les marchepieds et les quais de gare au gabarit standard).

## Ligne, gares et arrêts
Le dépôt de Racanié
Construit dans le quartier montpelliérain du Port Juvénal, il se situait à l'emplacement de l'actuel square Jean Monnet.
La gare de l'Esplanade
Pour une question de prestige, le terminus est installé au cœur de Montpellier, dans un coin de la place de la Comédie et de l'Esplanade (actuellement esplanade Charles-de-Gaulle). À l'époque, la gare et le viaduc qui permet d'atteindre la plaine de Lattes constitue la limite de l'urbanisation de Montpellier ; au-delà, vers l'est et le Lez se trouve le champ d'exercice militaire du Polygone.

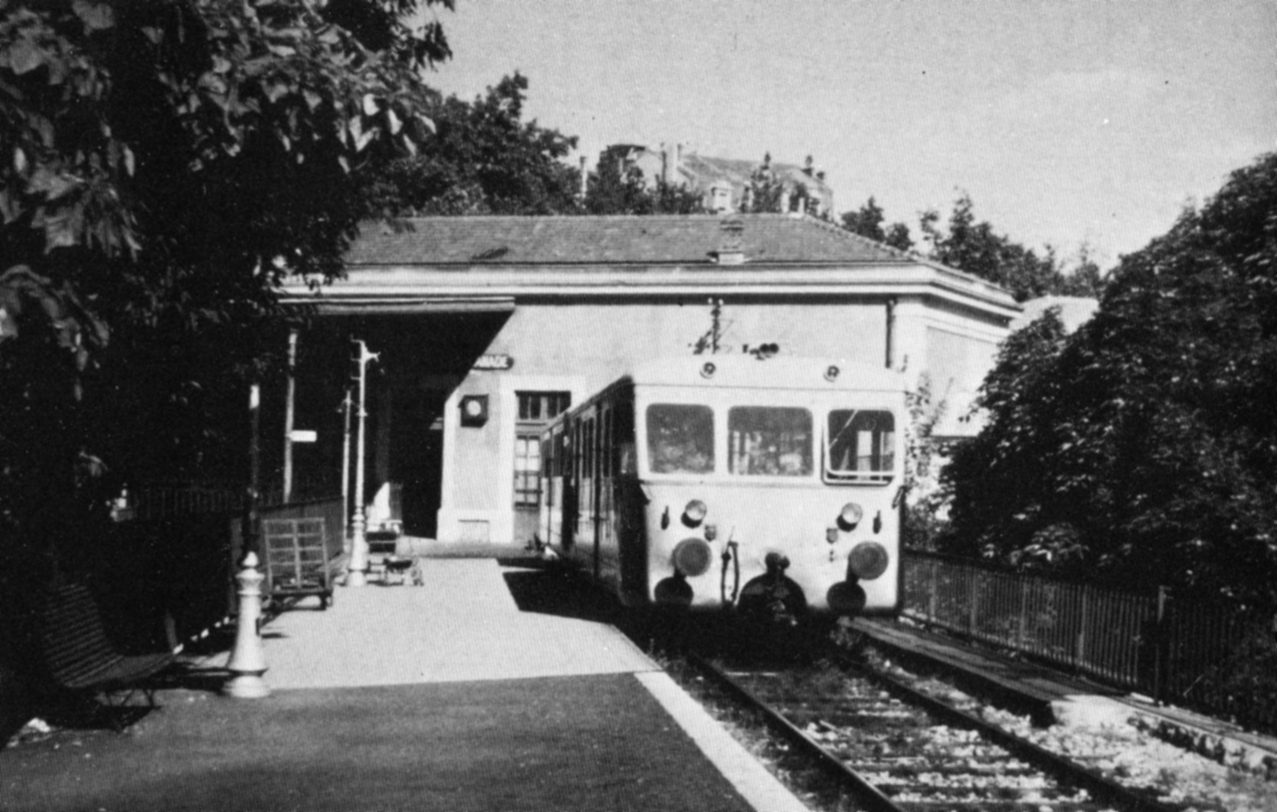
Gare de l'Esplanade en 1967

Achevée en 1870 et desservie par un viaduc à voie unique, elle est le point le plus haut de la ligne à 35 mètres d'altitude. La gare et le viaduc sont détruits au début des années 1970. Le square municipal aménagé en 1881 pour embellir la gare a disparu avec le creusement du tunnel sous la Comédie, dont une entrée fut située sur la place du même nom.
Arrêt de la Céreirède
Situé sur la commune de Lattes et la rive droite du Lez, la Céreirède est un espace agricole qui obtient un arrêt desservi de 1908 à 1968.
Gare de Lattes
Mise en service dès 1872, la gare se situe près de la mairie, de l'église et de l'école d'une commune dont la population est alors dispersée dans un grand espace encore agricole.
Le pont sur le Lez entre la Céreirède et Lattes n'existe plus.[pourquoi ?] [réf. souhaitée] Il se situait dans l'axe de l'actuelle rue de Toscane, du quartier Port-Ariane.
Halte des Premières Cabanes
Ouverte en 1884, cette halte fut demandée par les habitants de ce lieu-dit coincé entre deux étangs et le canal du Lez. La direction accepta à la condition que l'heure d'arrivée et l'heure de départ soient identiques (moins d'une minute d'arrêt).
Elle permit aux habitants d'expédier en ville des gerbes de roseaux qui servirent à couvrir les toits des maisons, à la fabrication de cannisses ou simplement à l'ornement. Cette halte était le plus souvent utilisée par les chasseurs et leurs chiens (la classe C) allant chercher le gibier sur le bord des étangs. [réf. souhaitée] Après les Premières Cabanes, la ligne passait au-dessus du canal du Rhône à Sète par un pont étroit.
Halte de la rive droite ou « garette »
Deux cents mètres avant le terminus, le train effectue une halte à la hauteur de ce qui est alors le seul pont reliant les deux rives de Palavas. Il permet d'éviter aux voyageurs d'avoir à payer un bac pour rejoindre la rive droite.
Sans éclairage, cette halte fut souvent critiquée : les trains étaient pleins dès leur départ de la gare de Palavas, les resquilleurs profitaient de cette halte rapide pour monter sans billet[réf. nécessaire]. La direction supprima plusieurs fois cet arrêt[réf. souhaitée], mais dut le maintenir à la demande des usagers.
Gare de Palavas
Le train arrivait sur la rive gauche, au plus près de la plage. Les terrains nécessaire à l'emprise furent donnés au conseil général par le marquis de Saint-Maurice à la condition expresse qu'ils servent uniquement au transport ferroviaire. Après la destruction de la gare en 1974, la mairie de Palavas-les-Flots converti les terrains en parkings pour voitures et en une gare routière. [pourquoi ?] [Information douteuse] [réf. nécessaire]
Les premiers passagers du train dès 6 heures du matin étaient les poissonnières du port qui allaient vendre en ville les prises de leurs époux. En ville, elles se rendaient aux Halles castellanes, sur le sommet de la colline de Montpellier ; et elles étaient reconnues aux paniers en osier qu'elles transportaient sur leur tête.
Un autre passager quotidien était attendu au début du XXe siècle à Palavas : le docteur montpelliérain qui effectuait ses consultations à domicile entre deux trains.

## Vestiges actuels

### Sur le trajet
La locomotive no 81 devant la médiathèque Federico Garcia Lorca à Montpellier. Les rails sont encore en place sur deux petites portions entre les vieilles maisons de la Céreirède et leurs jardins, ainsi qu'au bord des étangs.
Le trajet de la ligne reste visible dans la topographie (voir cartes au 1 / 25 000 de l'Institut national de l'information géographique et forestière no 2743 et 2743 OT) et le tracé des rues et autres éléments paysagers : à Montpellier, l'avenue des États de Languedoc et les avenues Albert Dubout et du Petit Train, puis un fossé envahi de végétation dans le quartier de la Rauze ; dans la ville de Lattes, l'emprise ferroviaire a été reconvertie en place au cœur du centre commercial et en esplanade accueillant le monument aux morts et un boulodrome ; dans Palavas-les-Flots, une promenade piétonne en bord de quai, un parking entre le centre-ville et le bureau de poste, et enfin la gare routière ont conservé la forme de l'emprise de la ligne.
Une partie de la ligne, associée avec quelques chemins ruraux de Lattes, est actuellement une des voies (en terre) possibles pour les cyclistes et randonneurs souhaitant se rendre de Lattes à Palavas, qui ont été doublées par les pistes cyclables asphaltées parallèles à la route départementale 986. On peut encore y distinguer des ballasts et des portions de rails coulées dans le goudron. Un pont ferroviaire permettant de traverser une rivière est encore en place.
| Ligne de Montpellier à Palavas : les bâtiments voyageurs en 2007 | Ligne de Montpellier à Palavas : les bâtiments voyageurs en 2007                       | Ligne de Montpellier à Palavas : les bâtiments voyageurs en 2007       | Ligne de Montpellier à Palavas : les bâtiments voyageurs en 2007 |
| Station                                                          | Bâtiment voyageurs                                                                     | État                                                                   | Caractère ferroviaire                                            |
| ---------------------------------------------------------------- | -------------------------------------------------------------------------------------- | ---------------------------------------------------------------------- | ---------------------------------------------------------------- |
| Esplanade                                                        | Oui, monumental                                                                        | Détruit [Par qui ?] en 1972 [pourquoi ?] [réf. souhaitée]              | --                                                               |
| Racanié                                                          | Non [réf. souhaitée]                                                                   | --                                                                     | --                                                               |
| La-Céreirède                                                     | Oui, halte                                                                             | Transformé en maison d'habitation [pourquoi ?] [réf. souhaitée]        |                                                                  |
| Lattes                                                           | Oui, gare de type 1 sans halle, avec logement du chef de gare à étage [réf. souhaitée] | Détruit [Par qui ?] [pourquoi ?] [réf. souhaitée]                      | --                                                               |
| Les-Premières-Cabanes                                            | Oui, halte                                                                             | Détruit [Par qui ?] dans les années 1980 [pourquoi ?] [réf. souhaitée] | --                                                               |
| Les-Quatre-Canaux                                                | Non [réf. souhaitée]                                                                   | --                                                                     | --                                                               |
| Palavas-Rive-Droite                                              | Oui, halte en bois                                                                     | Détruit [Par qui ?] [pourquoi ?] [réf. souhaitée]                      | --                                                               |
| Palavas-Plage                                                    | Oui, gare de type 2 à halle allongée [réf. souhaitée]                                  | Détruit [Par qui ?] [pourquoi ?] [réf. souhaitée]                      | --                                                               |
|                                                                  |                                                                                        |                                                                        |                                                                  |

|  | À Montpellier Le pont de l'avenue du Pont-Trinquat dans le quartier de la Céreirède. Il enjambe la plate-forme de l'ancienne ligne de Montpellier à Palavas envahie par la végétation ; vers le fond, la direction de l'Esplanade. Juste après le pont, la ligne s'incurvait sur la gauche jusqu'au raccordement direct Chaptal - Palavas de la patte-d'oie de Racanié puis atteignait Racanié avant de s'attaquer à la longue rampe de l'Esplanade. C'est à cet endroit que les mécaniciens des 040T Schneider de la série D demandaient à leur machine le maximum de puissance pour prendre l'élan nécessaire à la montée de cette rampe à 30 mm/m. Depuis le pont, le spectateur pouvait voir le dandinement caractéristique des rames bondées lancées dans la tranchée à 60 km/h et tout particulièrement les mouvements latéraux synchrones mais opposés de la machine et de la première voiture. Le mécanicien se tenait debout cramponné au centre de l'ouverture de la cabine — les locomotives montaient cheminée en arrière — et observait les signaux des trois passages à niveau successifs tandis que le chauffeur, ballotté dans tous les sens, devait charger le foyer en permanence pratiquement jusqu'à l'arrivée à l'Esplanade. |

|  | À la Céreirède La plaque en bois d'identification de la halte est d'origine. Bien que le nom, la typographie et les couleurs ne soient pas conformes, les occupants du lieu ont conservé le caractère ferroviaire de leur petite maison. L'éclairage électrique n'a été installé qu'en avril 1939 : on peut distinguer une partie de l'installation d'origine. |

| 2007 | À Lattes Le bâtiment est détruit [Par qui ?] [pourquoi ?] [réf. souhaitée] mais la municipalité a fait installer quelques éléments ferroviaires au carrefour giratoire aménagé sur l'emplacement de l'ancien passage à niveau [réf. souhaitée]. À gauche : Les vieux platanes en ont vu passer, des trains et des voyageurs allant et revenant de la mer. Au premier plan, la plate-forme des voies transformée en esplanade [pourquoi ?] [réf. souhaitée]. Au fond, l'ancien passage à niveau aménagé en carrefour giratoire. [pourquoi ?] [réf. souhaitée] À droite : La gare, le sémaphore, les platanes et un train en provenance de Montpellier dans les années 1950.                 | 1950 |  |
| 2007 | À gauche : L'emplacement de l'ancien passage à niveau de la gare est aménagé en carrefour giratoire [pourquoi ?] [réf. souhaitée]. Les services techniques municipaux y ont installé : - un court tronçon de voie dont les rails et traverses proviennent de divers points de la ligne, - le mât de l'ancien sémaphore qui a pris maintenant l'aspect d'un lampadaire, - les leviers et contrepoids d'une commande d'aiguillage. Bien que la voie ne soit placée ni orientée correctement par rapport à l'originale, le caractère ferroviaire est bien évoqué. À droite : La gare, le sémaphore, les platanes, le passage à niveau et une Traction-Avant 11B Citroën dans les années 1960. | 1960 |  |

La voie principale et l'évitement sont déposés en 1969 [réf. souhaitée] et le petit bâtiment de la halte est détruit [Par qui ?] [pourquoi ?] [réf. souhaitée] dans les années 1990.
| Printemps 2007 | Aux Premières Cabanes La plate-forme de la voie est transformée, depuis l'été 2007, en piste cyclable sur la quasi-totalité du parcours Lattes - Palavas. À gauche : Au printemps 2007, quelques mètres de rails sont visibles sous la fine couche de bitume du passage à niveau et les vestiges du portique permettant la vérification du gabarit de chargement des tombereaux sont toujours debout. À droite : La gare et le portique du gabarit dans les années 1950. | 1950 |  |

| Automne 2007 | Une piste cyclable est aménagée sur l'ancienne plate-forme de la voie durant l'été 2007, retirant à ce lieu tout caractère ferroviaire : les rails et le portique du gabarit disparaissent. [pourquoi ?] [réf. souhaitée] |

| Automne 2007 | À gauche : À l'emplacement de l'ancienne halte, il ne reste rien du bâtiment. [pourquoi ?] [réf. souhaitée] Au premier plan, la plate-forme de la voie transformée en piste cyclable. [pourquoi ?] [réf. souhaitée] À droite : Le bâtiment et la signalisation du passage à niveau dans les années 1960. | 1960 |  |
| Automne 2007 | Le paysage vu de l'ancienne halte, lui seul n'a pas changé [réf. souhaitée]. |      |  |

### Matériel roulant préservé

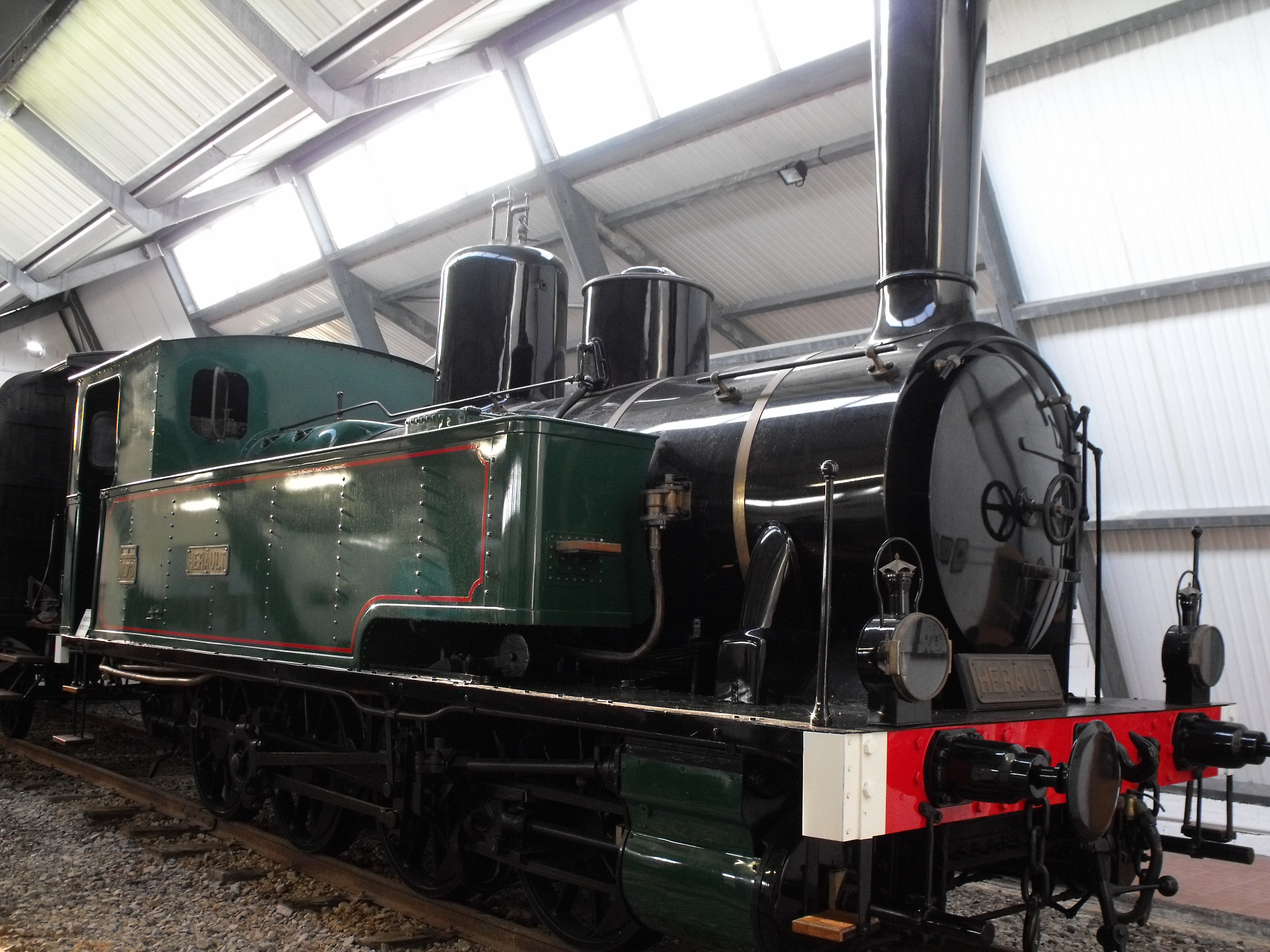
Locomotive au musée du train à Palavas-les-Flots

Deux locomotives et deux voitures sont exposées dans l'Hérault : à Palavas, la locomotive no 70 au sein du musée du Petit Train et une voiture, et depuis 1996, à l'entrée de Montpellier, au rond-point des Prés d'Arènes point de départ de la route de Palavas, est exposée la locomotive no 81. Classée avec sa voiture monument historique, elle a été mise en place en juillet 1995.
Plusieurs voitures ont été récupérées par trois chemins de fer touristiques. L'effectif est : 5 voitures au chemin de fer touristique de Guîtres (Gironde) ; 4 voitures au chemins de fer touristique de la Vallée de la Doller (Alsace) ; 6 voitures à l'écomusée de Marquèze, à Sabres (Landes). Ces voitures sont très intéressantes pour les voyageurs, en raison de leurs plates-formes extrêmes. Elles le sont également pour les trains touristiques, en raison de leur légèreté, ce qui économise la voie et aussi l'énergie de traction.

### Vestiges culturels
La ligne a été croquée par le dessinateur Albert Dubout dès 1922. Il a représenté un « petit train » carnavalesque et déformé, et en a profité pour se moquer des passagers estivants. Deux musées sont consacrés à Albert Dubout et au Petit Train à Palavas-les-Flots.
Après la fin du service, deux chansons ont évoqué le Petit Train de Palavas : une qui servit pour le film de Roger Bessière sur ce train,, paroles d'André Pierre et musique de Claude Estienne, la seconde avec des paroles de Pierre Nicot et une musique de Jack Starling.